# Lanceonotus indicus
Lanceonotus indicus är en insektsart som beskrevs av Ananthasubramanian 1980. Lanceonotus indicus ingår i släktet Lanceonotus och familjen hornstritar. Inga underarter finns listade i Catalogue of Life.